# Sarbó János
Sarbó János (Budapest, 1953. március 1. –) magyar villamosmérnök. A műszaki tudományok kandidátusa (1985).

## Életpályája
1977-ben diplomázott a Budapesti Műszaki és Gazdaságtudományi Egyetem Villamosmérnöki Kar műszer- és irányításteechnika szakán. 1977–1985 között a Budapesti Műszaki és Gazdaságtudományi Egyetem tanársegéde volt. 1986-ban Hollandiába ment. 1986 óta a hollandiai Nijmegen Egyetem oktatója.
Részt vett a tanszéki mikroprocesszoros szoftver technológiai rendszer létrehozásában és alkalmazásában. Ennek eredményeiről társszerzőként több szakcikket írt. Kutatási területe a magasszintű programozási nyelvek mikroprocesszoros alkalmazása és az ehhez kapcsolódó programozáselméleti kérdések.

## Családja
Szülei Sarbó György és Boros Mária. 1977. február 26-án házasságot kötött Szabó Katalinnal. Három gyermekük született: Zsuzsanna Júlia, Ágnes Anna és Gábor Dániel.